# ニェザヴィーシマヤ・ガゼータ
ニェザヴィーシマヤ・ガゼータ（ロシア語: Независимая газета）は、ロシアの日刊紙。独立新聞と日本語訳されることもある。
1991年以降に全国展開し、ボリス・ベレゾフスキーに買収され、2009年現在はイズベスチヤから発刊されている。また、朝日新聞の特約海外新聞でもある。